# 長友仍世
長友 仍世（ながとも じょうせい、1965年〈昭和40年〉10月7日 - 、O型）は、歌手、DJである。福岡県大牟田市出身。四人組男性ロックバンド「infix（インフィクス）」のボーカル。

## 来歴・人物
1980年、中学3年生の時
日本テレビ「スター誕生!」出演を機に芸能界への一歩を踏み出す。
1985年、地元ラジオを皮切りにパーソナリティーをスタートさせる。
1992年、佐藤晃らと共にinfixとしてアポロンよりメジャーデビュー。独自の世界観と強烈なロックサウンドで長い間日本のロックシーンを担う一方、絶妙な大牟田弁のトークでFMを中心に、ラジオパーソナリティとしても活躍。1993年〜1997年、5年連続『FM STATION』誌上、人気DJランキング2位。ラジオ出演時の早口で間を空けないしゃべりは「マシンガントーク」と評されることが多い。
Discographyはinfixに準じる。
2005年2月19日、母校である福岡県立大牟田南高等学校の閉校イベントで凱旋ライブを開催。
2009年より、本格的に楽曲の提供や若手のプロデュースを始める。
アルバム「E=mc2」のリリースなど20組以上のアーティストのプロデュースを行う。
2011年8月8日、東日本大震災復興支援チャリティーCDとして『Butterfly effect 3 SORAE』をレディオガガよりリリース。アルバムのジャケットには『宇宙戦艦ヤマト』や『銀河鉄道999』等のメカデザインで有名な世界的メカデザイナー板橋克己が担当。震災復興の為に作られたアルバムで「とにかく歌で日本を元気にしたい!!!」という志の14組のアーティストによる14曲＋infix長友仍世]と大神豊治（ドラム）のユニット【JT-PROJECT】としての宇宙イメージ楽曲『COSMO～母なる宇宙へ～』をボーナストラックとして収録。全15曲収録。
2013年6月4日、ソロとして初となるオカリナ＆バラードアルバム『帰郷～おかえり～』を発売。震災をはじめ「命」の尊厳や「生きる」という事に向き合った経験を通して出来上がったアルバムは、ジャケットも全て故郷の大牟田で撮りおろした特別なこだわりの作品。
infix HP リリース情報
2015年4月、地元・大牟田市立宅峰中学校の校歌を作詞・作曲。大牟田市立宅峰中学校
また大牟田市の公式キャラクター
ジャー坊のテーマソングや大牟田市市政100周年記念合唱曲「ずっとずっと」(作詞 大牟田市の子供たち)なども作曲。

## ラジオ
- パジャマプレス月曜日（1991年、JFN系列)
- ラジ王月曜日（1994年、JFN系列)
- ナントカするメディア（1995年、JFN系列)
- WHAT'S UP OH（FM大阪）
- ポップサラダフライデー（FM愛知）
- わがままフライデー（FM仙台)
- future program ROBO21

2007年よりFMにて初の朗読番組（JFN系列／月～金　23:55-24:00)
- infix 長友仍世のくるめのめくるめくナイト - 福岡・FMたんと（毎週火曜日　21:00～22:00）千葉・かずさエフエム（毎週月曜日　19:00～20:00）宮城・宮崎サンシャインFM（毎週土曜日　19:00～20:00）福島 きたかたFM  須賀川 ウルトラFM。
- KEY OF JAM RADIO（東京レインボータウンFM、月イチレギュラー）

ほか各局でもレギュラー番組を持つ

## インターネット
- 井上昌己の「急がばまわれ」（あっ!とおどろく放送局、2009年8月20日・2010年1月14日・2011年5月19日）